# Jake Kumerow
Jake Anthony Kumerow (geboren am 17. Februar 1992 in Bartlett, Illinois) ist ein ehemaliger amerikanischer American-Football-Spieler. Er spielte in der National Football League (NFL) für die Green Bay Packers und die Buffalo Bills als Wide Receiver.

## Karriere
Kumerow spielte Highschool-Football an der South Elgin High School. Danach wechselte er an die University of Wisconsin–Whitewater. Nach seinem Abschluss nahm er nicht am NFL Draft für die Saison 2015 teil.
Am 8. Mai 2015 wurde er als Free Agent von den Cincinnati Bengals verpflichtet. Nach mehreren Verletzungen wurde sein Vertrag, ohne dass er ein Spiel absolviert hatte, nach der Saison 2017 nicht verlängert.
Am 26. Oktober unterschrieb er einen neuen Vertrag bei den New England Patriots für das Practice Squad. Er wurde jedoch bereits am 9. November wieder entlassen.
Im Anschluss konnte er einen Vertrag bei den Green Bay Packers unterschreiben. Nach einer Verletzung wurde er erstmals in Woche 13 im Spiel gegen die Arizona Cardinals eingesetzt. Sein erster Touchdown gelang ihm am 23. Dezember 2018 im Spiel gegen die New York Jets. Anfang September 2020 wurde er entlassen. Im Anschluss wurde er von den Buffalo Bills für den Practice Squad verpflichtet. Bei den Bills kam er zu sechs Einsätzen, hauptsächlich in den Special Teams. Sein einziger Passfang war ein 1-Yard-Touchdown. Nachdem von den Bills entlassen worden war, nahmen ihn am 26. Dezember 2020 die New Orleans Saints unter Vertrag.
Im Januar 2021 nahmen die Buffalo Bills Kumerow erneut unter Vertrag. Insgesamt kam er bis 2022 in 27 Spielen für die Bills zum Einsatz.

## Persönliches
Sein Vater Eric Kumerow war ebenfalls Footballspieler und er ist über seinen Urgroßvater, den Mobster Anthony Accardo, verwandt mit den Footballspielern Nick Bosa und Joey Bosa.